# تیم ملی فوتبال زیر ۲۳ سال بحرین
تیم ملی فوتبال زیر ۲۳ سال بحرین (به انگلیسی: Bahrain national under-23 football team) تیم فوتبال جوانان کشور بحرین است و زیر نظر فدراسیون فوتبال بحرین فعالیت می‌کند. این تیم نمایندهٔ بحرین در بازی‌های المپیک و بازی‌های آسیایی است.